# Jiří Čtyřoký
Jiří Čtyřoký, né le 20 mars 1911 et mort en 2004, est un ancien joueur tchécoslovaque de basket-ball.

## Palmarès
- 3e du championnat d'Europe 1935